# Клименко, Леонид Павлович
Леони́д Па́влович Климе́нко (род. 29 января 1951) — доктор технических наук, профессор, ректор ЧГУ им. Петра Могилы — с 2016 года — Черноморский национальный университет имени Петра Могилы (ЧНУ им. Петра Могилы). Лауреат премии Ленинского комсомола Украины в отрасли науки и техники, академик Международной инженерной академии, академик Инженерной академии Украины, заслуженный деятель науки (2006). Автор 3 учебников, монографии, справочника, 20 изобретений и больше 100 научных трудов. Дважды присваивалось почётное звание «Горожанин года». Награждён нагрудным знаком «За научные достижения» (2007).

## Биография
Родился 29 января 1951 года в городе Смела Черкасской области.
В 1974 году с отличием окончил Николаевский кораблестроительный институт по специальности инженер-механик.
В 1986 году работал старшим преподавателем кафедры технологий судового машиностроения. В 1989 году стал доцентом этой кафедры.
С 1996 года — ректор Николаевского филиала Национального университета «Киево-Могилянская академия», который в мае 2002 года стал Николаевскимм государственным гуманитарным университетом имени Петра Могилы, в 2009 году был переименован в Черноморский государственный университет имени Петра Могилы, с 14 июня 2016 года — Черноморский национальный университет имени Петра Могилы (ЧНУ имени Петра Могилы).
В 2002 году в Технологическом университете Подолья в городе Хмельницкий защитил диссертацию на соискание учёной степени доктора технических наук на тему «Теоретические основы и технологии создания узлов машин с переменной износостойкостью» по специальности «трение и изнашивание в машинах».

## Научные работы
- Клименко Л. П. Техноекологія: Посібник для студентів вищих навчальних закладів. — Миколаїв: МФ НаУКМА, 2000. — 304 с (з грифом МОН)
- Клименко Л. П. Техноекологія: Посіб. для студ. вищих навч. закладів зі спец. «Екологія та охорона навколишнього середовища». — О.: Фонд Екопрінт, 2000. — 542 с (з грифом МОН)
- Клименко Л. П. Повышение долговечности цилиндров ДВС на основе принципов переменной износостойкости / В. В. Запорожец (ред.). — Николаев: НФ НаУКМА, 2001. — 294 с (Монографія)
- Триботехнология: Словарь-справочник. — Миколаїв: Вид-во МДГУ ім. П. Могили, 2003. (з грифом МОН)
- Евдокимов В. Д., Клименко Л. П., Евдокимова А. Н. Технология упрочнения машиностроительных материалов: Учебное пособие-справочник. — Київ: «Профессионал», 2006. — 352 с (з грифом МОН)
- Чернець М. В., Клименко Л. П., Пашечко М. И., Невчас А. Трибомеханика. Триботехника. Триботехнологии. Т. І: Монографія. — Миколаїв: Вид-во МДГУ ім. Петра Могили, 2006. — 476 с.